# Tönisvorst
Tönisvorst település Németországban, azon belül Észak-Rajna-Vesztfália tartományban. Lakosainak száma 29 331 fő (2023. december 31.). Tönisvorst Viersen és Willich községekkel határos.

## Népesség
A település népességének változása:
| Lakosok száma | 21 997 | 29 286 | 29 306 | 29 257 | 29 319 | 29 331 |
|               | 1975   | 2017   | 2019   | 2021   | 2022   | 2023   |